# جائزة بودابيست الكبيرة
جائزة بودابيست الكبيرة هي دورة تنس تنظم في بودابست بالمجر. تنظم من سنة 1996، وهي تابعة لرابطة التنس للمحترفات في دورات تير الثالثة وتلعب على الأراضي الطينية، في 2007 تم اعتبار الحدث كدورة تير الرابعة.